# Johann Friedrich Gmelin
Johann Friedrich Gmelin (Tubinga, 8 agosto 1748 – Gottinga, 1º novembre 1804) è stato un biologo, botanico ed entomologo tedesco.

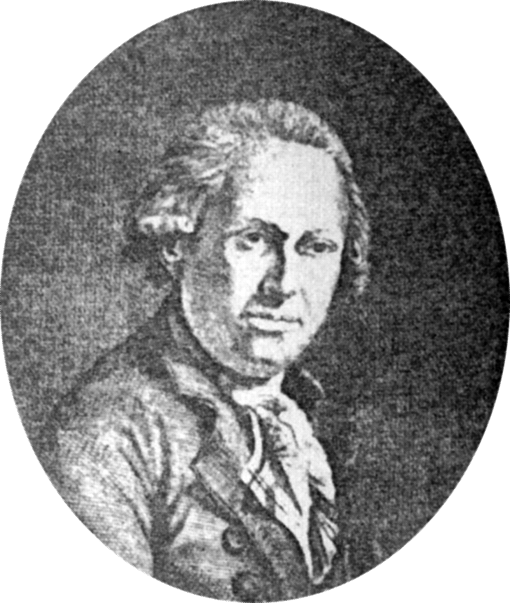
Johann Friedrich Gmelin

Dopo la laurea in biologia, specializzandosi in botanica ed entomologia tropicale nel 1768, ebbe l'incarico di professore di scienze a Tubinga nel 1772 e nel 1775 ebbe la cattedra di protozoologia e botanica nell'università di Gottinga.
Nel 1788 pubblicò una nuova edizione del Systema naturae di Linneo, arricchendola di molte aggiunte e modifiche.